# Yuji Yokoyama
Yuji Yokoyama (født 6. juli 1969) er en tidligere japansk fodboldspiller og træner.
Han har spillet for flere forskellige klubber i sin karriere, herunder Kashiwa Reysol, Avispa Fukuoka og Omiya Ardija.
Han har tidligere trænet Blaublitz Akita, Tochigi SC og AC Nagano Parceiro.